# Han ten Broeke
Johannes Hermanus (Han) ten Broeke (Haaksbergen, 2 maart 1969) is een Nederlands voormalig politicus. Hij was van 2006 tot 2018 lid van de Tweede Kamer der Staten-Generaal namens de Volkspartij voor Vrijheid en Democratie (VVD). Hij is sinds 2019 directeur politieke zaken bij HCSS en sinds 2020 algemeen voorzitter van BOVAG.

## Opleiding
Ten Broeke volgde het atheneum in Haaksbergen en studeerde van 1988 tot 1998 politicologie aan de Rijksuniversiteit Leiden.

## Politieke en zakelijke carrière
Hij was vanaf 1985 actief binnen de JOVD, onder meer als voorzitter van de afdeling Oost-Achterhoek.
Vanaf 1992 was hij persoonlijk medewerker van Annemarie Jorritsma. Toen zij in 1994 minister werd, werd Ten Broeke haar politiek assistent. In 1996 trad hij in dienst van KPN, waarvoor hij onder andere communicatieadviseur en hoofd Public Affairs was. Vanaf 2004 runde hij een eigen adviesbureau, Quinten Consulting BVBA.
Bij de Tweede Kamerverkiezingen 2006 werd hij namens de Volkspartij voor Vrijheid en Democratie (VVD) verkozen in de Tweede Kamer der Staten-Generaal. Op 30 november 2006 werd hij beëdigd en op 19 december dat jaar hield hij zijn maidenspeech bij een debat over de Europese Top. Bij de Tweede Kamerverkiezingen in 2012 stond Ten Broeke op de twaalfde plek op de kandidatenlijst van de VVD. Bij de verkiezingen van 15 maart 2017 stond hij op de negende plek. In de Kamer was hij onder meer woordvoerder voor Buitenlandse Zaken en Defensie en vanaf 2012 voorzitter van de Kamercommissie voor Defensie.
Op 30 augustus 2018 gaf Ten Broeke aan terug te treden als Tweede Kamerlid wegens een naar eigen zeggen "ongelijkwaardige relatie" die hij in 2013
op 44-jarige leeftijd had met een fractiemedewerkster van 25. De betreffende medewerkster, de latere politiek journalist Elodie Verweij, beschuldigde Ten Broeke in 2013 bij toenmalig VVD-fractievoorzitter Halbe Zijlstra van seksueel grensoverschrijdend gedrag. Uiteindelijk beëindigde Ten Broeke op 4 september zijn Tweede Kamerlidmaatschap.

## Bestuur
Sinds 1 januari 2019 is Ten Broeke directeur Politieke Zaken bij het Haags Centrum voor Strategische Studies, een kennisinstituut dat zich richt op advies op het gebied van internationale en nationale veiligheidsvraagstukken. Op 24 maart 2020 werd Ten Broeke door de ledenraad benoemd tot algemeen voorzitter van BOVAG, voor een periode van vier jaar.

## Persoonlijk
Ten Broeke trouwde op 5 augustus 2006 in het Zweedse Jönköping. Het huwelijk strandde in 2011. Uit deze relatie heeft hij een dochter.